# Доґа Василь Михайлович
Доґа Василь Михайлович (нар.1886 — ?) — український науковець, педагог, професор ВУАН, засуджений за приналежність до СВУ.

## Життєпис

### Родина
Народився у Златополі у 1886 році.

### Навчання
1903 року успішно закінчує Златопільську чоловічу гімназію (випуск 1903 року, атестат № 808).

### Педагогічна праця
Член УСДРП. У 1912–1929 роках працював у Києві у відділі народної освіти, був професором ВУАН. Автор шкільних підручників і статей з проблем методики викладання. 25 вересня 1929 року заарештований за звинуваченнями у приналежності до СВУ і «шкідництві» по «академічній лінії» цієї організації (разом із С. Єфремовим, А. Ніковським, О. Гермайзе, В. Ганцовим та ін.). Науково-педагогічне товариство при ВУАН, до якого входив і редагував його «Записки» (1929), оголошене також центром «шкідництва» по «шкільній лінії». 19 квітня 1930 засуджений до трьох років вислання за межі України. 1940 року працював викладачем залізничної школи № 65 у місті Ульяновськ (РФ). Подальша доля невідома.